# Pitcairnia xanthocalyx
Espèce
Classification phylogénétique
Pitcairnia xanthocalyx est une espèce de plantes de la famille des Bromeliaceae, endémique du Mexique.